# Ulveham
«Ulveham» (укр. Людина-вовк) — пісня норвезького гурту Gåte, з якою вони представляли Норвегію на Пісенному конкурсі Євробачення 2024 в Мальме, Швеція після перемоги на національному відборі Melodi Grand Prix 2024. «Ulveham» є першою з 2006 року заявкою Норвегії на Євробачення, яка виконана норвезькою мовою. На початку пісні також звучить традиційний кулокк, пастуший заклик, взятий зі старого запису за участі фолк-співачки Маріт Дженсен Ліллебуен, а сюжет тексту заснований на майже тисячолітній скандинавській середньовічній баладі.

## Про пісню
Gåte зробили сучасну інтерпретацію норвезької середньовічної балади, відомої як «Møya i ulveham» («Служниця у вовчій шкурі»). Початковий текст взятий з рукопису середини 19-го століття з Телемарка, що містить відмінний варіант вест-телемаркського діалекту. Кілька строф «Ulveham» були ідентичними тим, що містяться в оригінальному рукописі. Згодом строфи були реструктуровані, а їхня мова спрощена, наближаючись до стандартизованої високонорвезької та нюношк.
Балада «Møya i ulveham» розповідає історію молодої дівчини, яку зла мачуха перетворює на голку, ніж, а потім і на меч. Проте люди продовжують цінувати дівчину протягом усіх її перетворень, що викликає злість її мачухи. Тому, щоб ще більше покарати, мачуха перетворює пасербицю на вовчицю. Закінчується тим, що на мачуху, вагітну дитиною, кидається вовчиця. Щоб зняти із себе прокляття, вона п'є кров мачухи, у якій також є кров її ненародженого зведеного брата. Подібні балади також є у данській та шведській традиціях. Датська версія під назвою «Jomfruen i ulveham» («Діва у вовчій шкурі») і шведська версія, де молодий чоловік зазнає перетворення на вовка в «Den förtrollade riddaren» («Зачарований лицар»).
«Ulveham» починається з традиційного кулокка, пастушого заклику, який традиційно використовувався для виклику худоби, взятого із запису початку 20-го століття за участі народної співачки Маріт Єнсен Ліллебуен. Музична композиція пісні містить електронні ритми та різні інструменти, такі як нікельхарпа, електрогітари та барабани. В «Ulveham» використовується металеве гарчання з текстом як фонова вокалізація.

## Пісенний конкурс Євробачення 2024

### Melodi Grand Prix 2024
«Ulveham» була обрана для участі в Melodi Grand Prix 2024, що відбувся 20 січня 2024 року, і закривала шоу у другому півфіналі нацвідбору. Пісня була однією з трьох, які пройшли до фіналу. За кілька тижнів до фіналу пісня піднялася за коефіцієнтами ставок і стала фаворитом на перемогу. Зрештою, Gåte з «Ulveham» виграли Melodi Grand Prix 2024 і отримали право представляти Норвегію на Пісенному конкурсі Євробачення 2024.

#### Зміни в тексті
Правила Melodi Grand Prix та Євробачення вимагають, щоб і текст, і мелодія були оригінальними й не публікувалися раніше. Оскільки «Ulveham» містить слова, взяті з майже тисячолітньої балади, це порушувало б правила. Щоб уникнути проблем із можливою участю пісні в Євробачення, норвезька телекомпанія NRK звернулася до Європейської мовної спілки для роз'яснення ситуації. Після оцінки ЄМС дійшла висновку, що запис кулокка Маріт Дженсен Ліллебуен є прийнятним для участі. Щоб бути в безпеці, NRK вирішив, що весь текст пісні «Ulveham» буде замінений новим оригінальним. Менеджер Melodi Grand Prix Стіг Карлсен заявив, що «назва пісні та історична тема» залишаться.
2 лютого 2024 року вийшла версія «Ulveham» зі змінами. Вона містить інші невеликі уривки з тієї ж балади зі зміненими формулюваннями, щоб уникнути схожості.

### На Євробаченні
Пісенний конкурс Євробачення 2024 відбувся на Мальме-Арені в Мальме, Швеція, і складався з двох півфіналів, які пройшли 7 і 9 травня відповідно, і фіналу, що відбувся 11 травня 2024 року. Під час жеребкування 30 січня 2024 року Норвегія потрапила до другої половини другого півфіналу шоу.

У півфіналі Gåte виступали під п'ятнадцятим номером — передостанніми. Гурт здобув 43 бали, що дозволило Норвегії посісти 10 місце й пройти до фіналу з останнього кваліфікаційного місця. У фіналі пісня «Ulveham» була виконана під чотирнадцятим порядковим номером. Від глядачів Норвегія здобула 4 бали (24 місце з 25-ти), з яких 1 — від Фінляндії і 3 — від України, та 12 балів від журі (23 місце). У підсумку пісня «Ulveham» посіла останнє місце у фіналі Євробачення 2024 з 16 балами. Цей результат став найгіршим для Норвегії на Євробаченні після 2016 року.

Фрагменти виступу на Євробаченні 2024
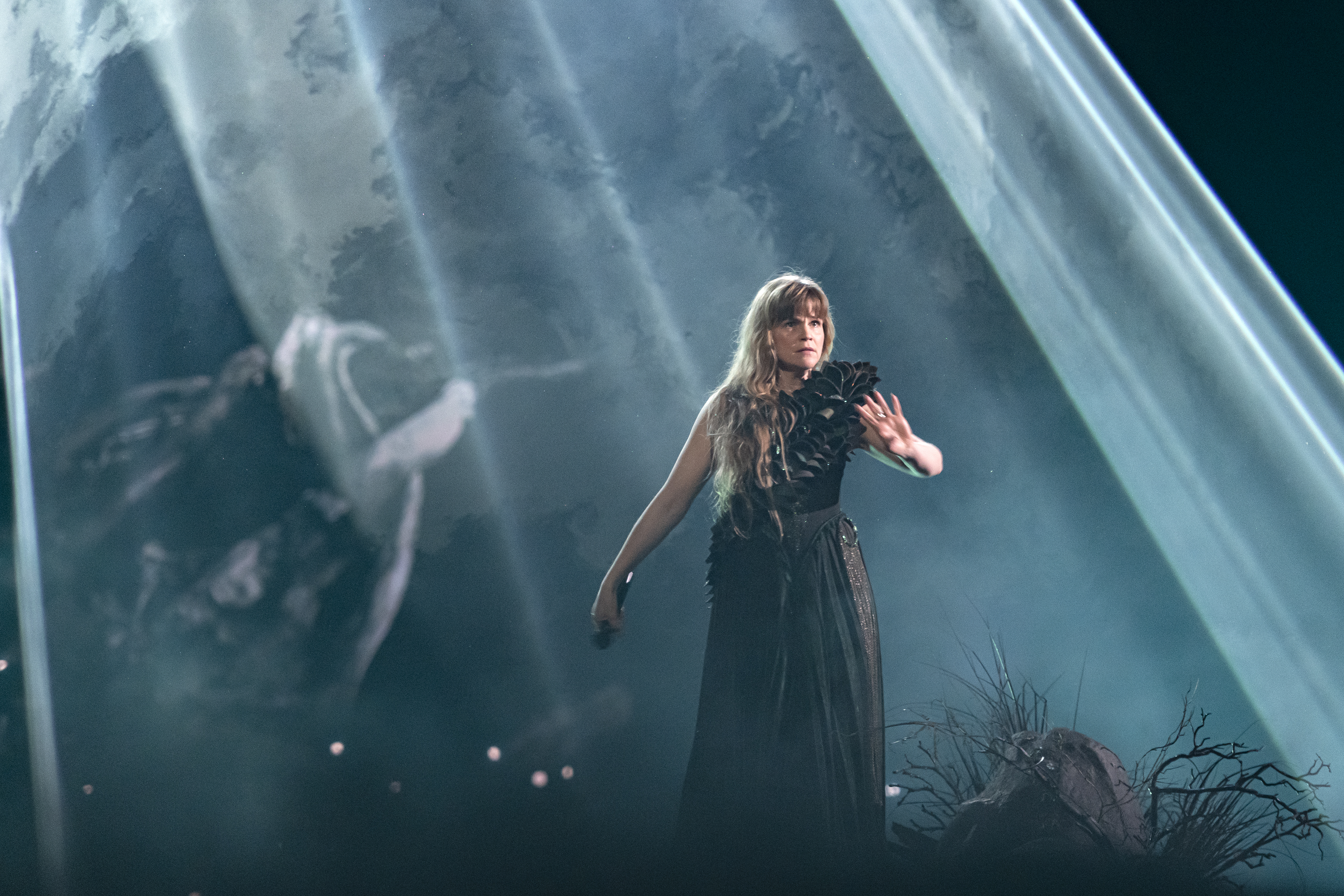
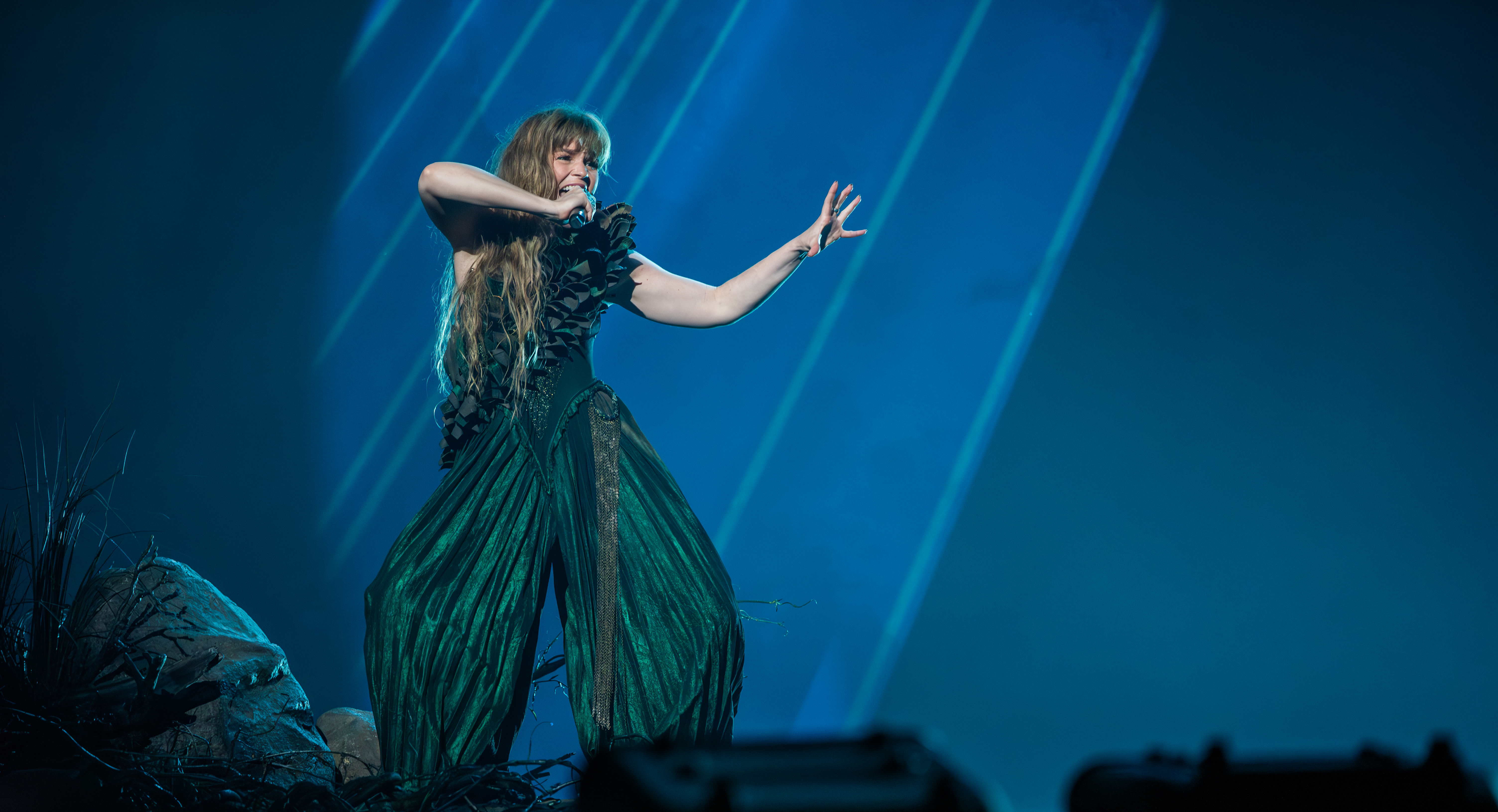
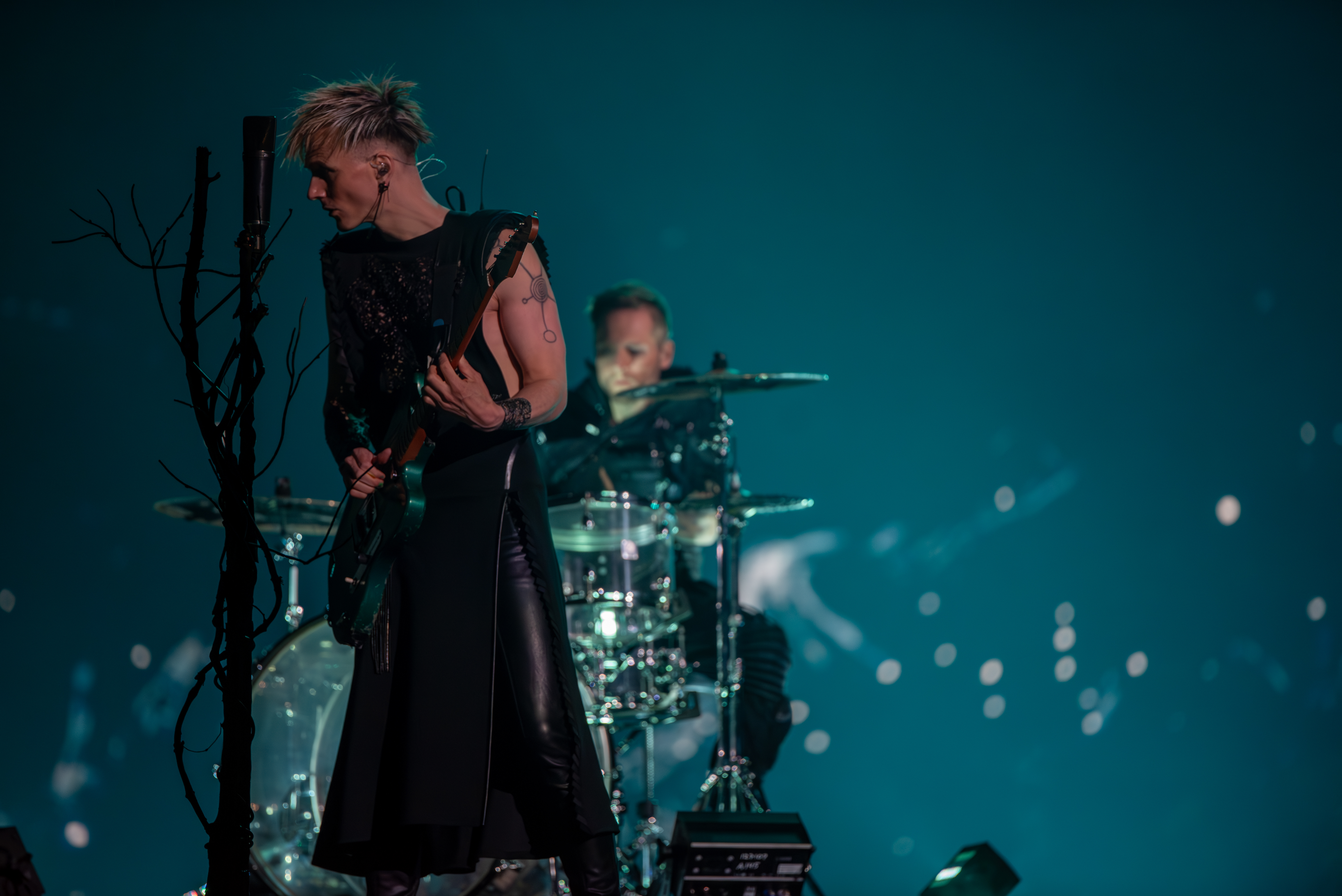
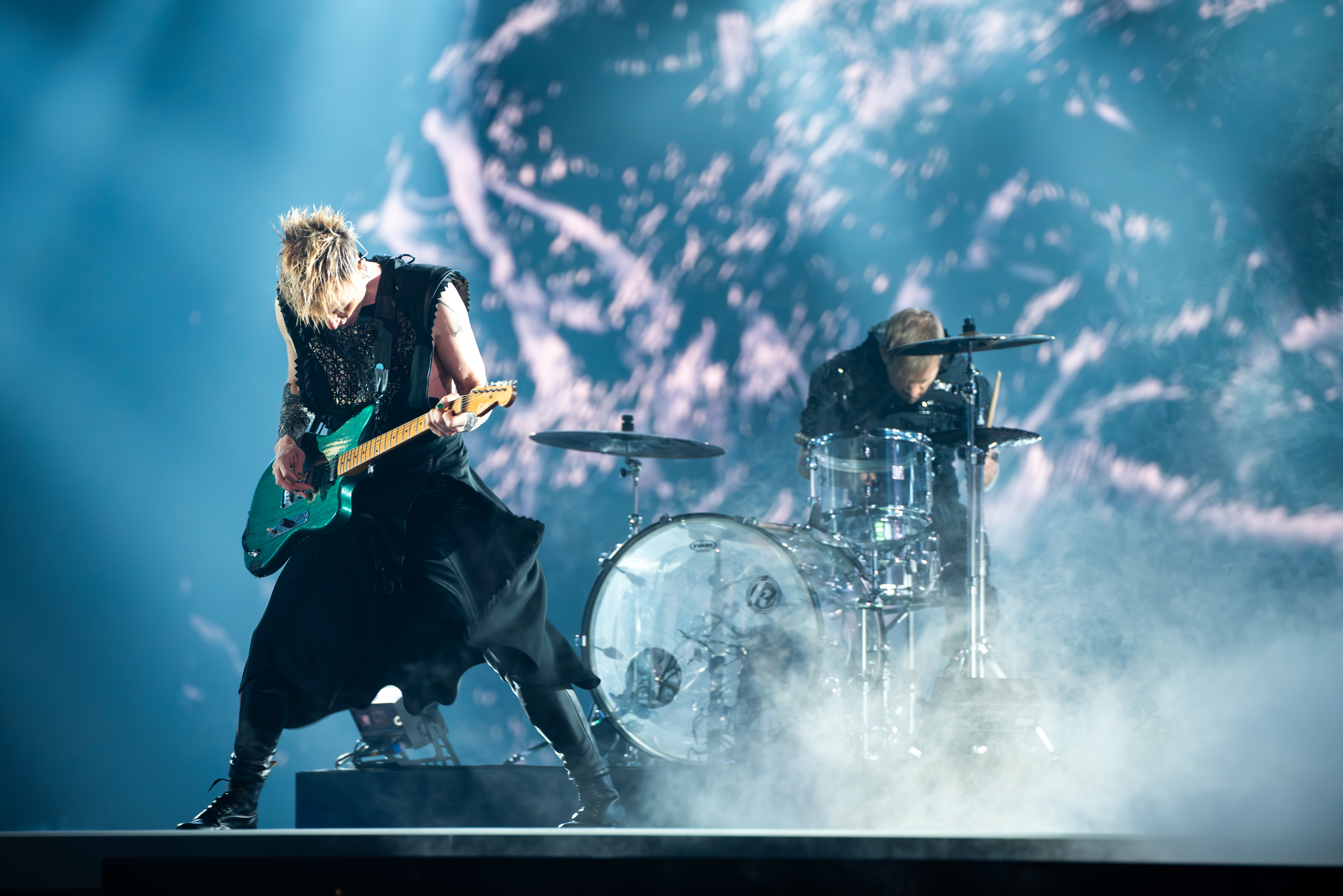
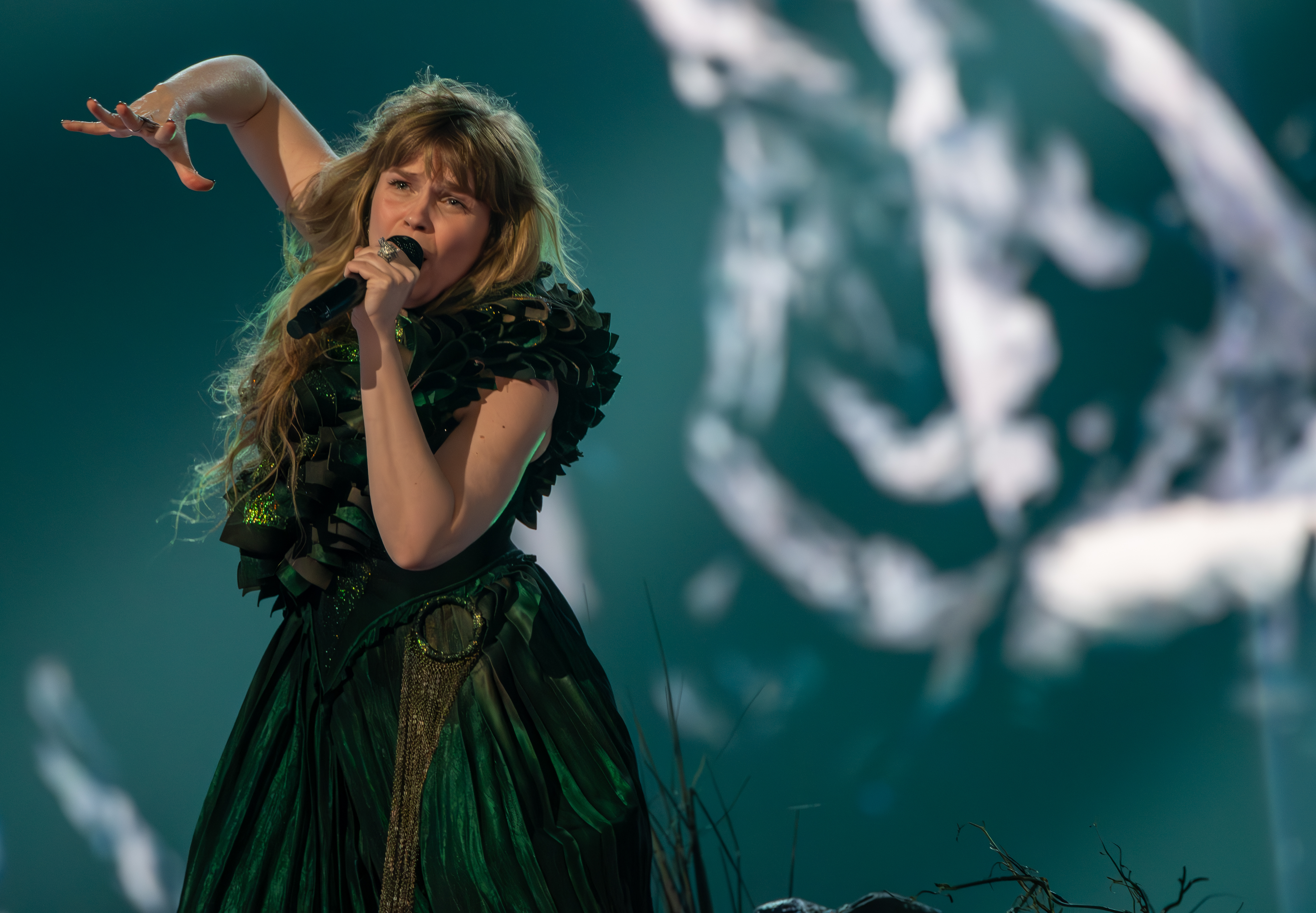
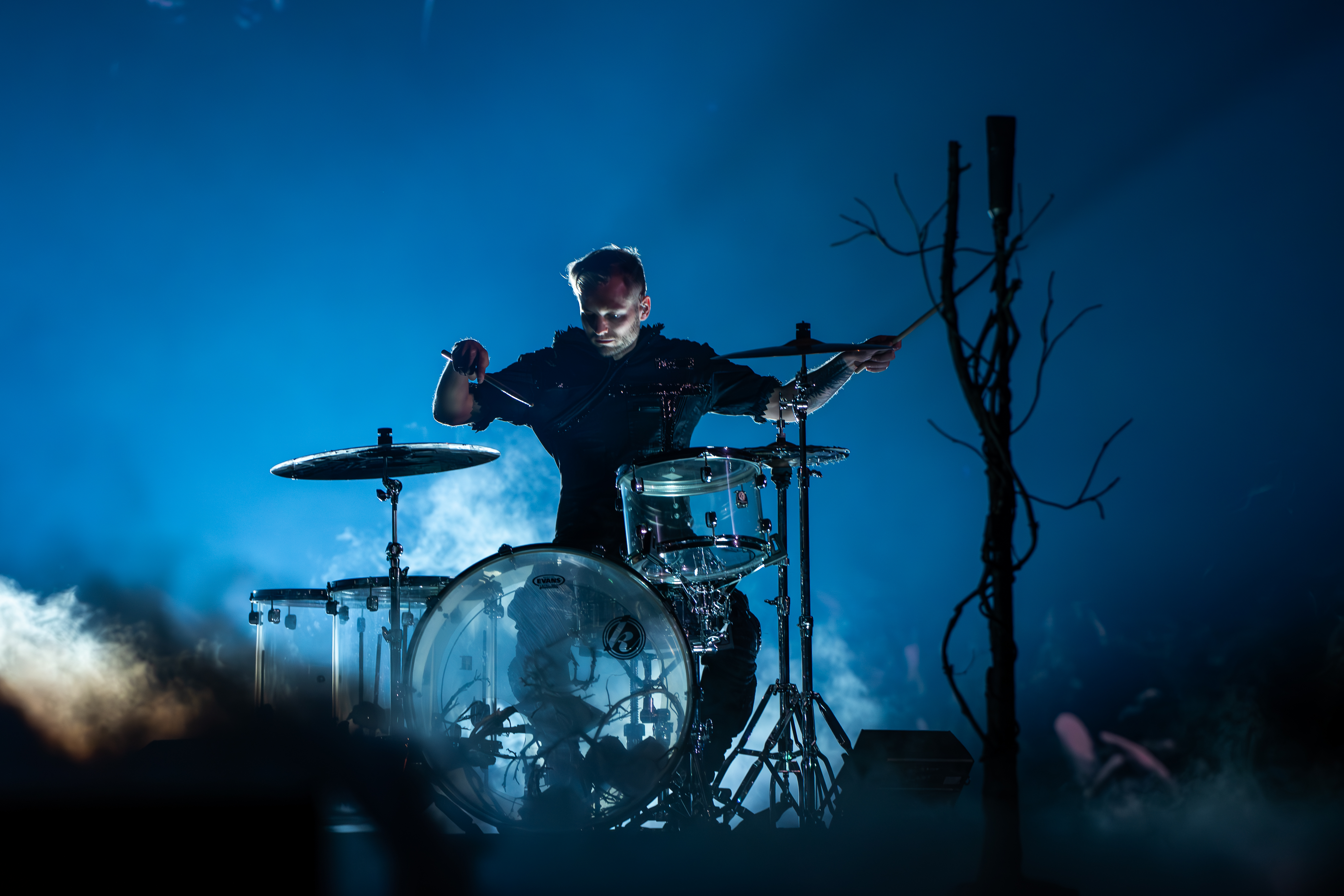
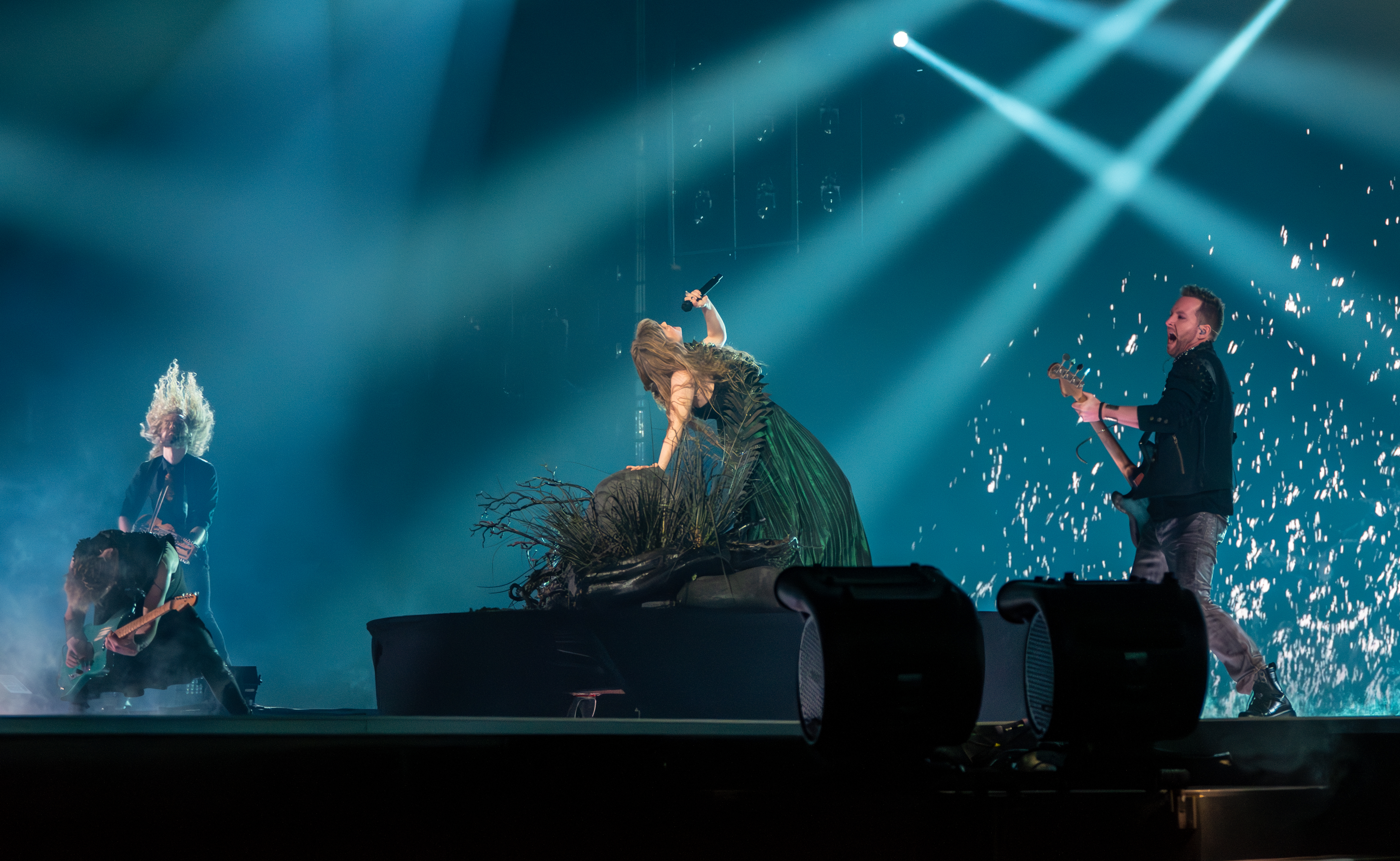